# Jagate Mallenahalli, Pandavapura
Jagate Mallenahalli là một làng thuộc tehsil Pandavapura, huyện Mandya, bang Karnataka, Ấn Độ.